# Румыния на зимних Олимпийских играх 1994
Румыния принимала участие в Зимних Олимпийских играх 1994 года в Лиллехамере (Норвегия) в шестнадцатый раз за свою историю, но не завоевала ни одной медали. Сборную страны представляли 23 спортсмена: 13 мужчин и 10 женщин, которые соревновались в 7 видах спорта:
- биатлон
- бобслей
- горнолыжный спорт
- конькобежный спорт
- лыжные гонки
- санный спорт
- фигурное катание.

Самой юной участницей румынской сборной была 16-летняя горнолыжница Мария Заруч, самым старшим участником — Йоан Апостол.

## Результаты
Лучший результат для румынской сборной показали саночники Йоан Апостол и Константин-Ливиу Чепой: шестое место в мужских двойках.
Лучший результат среди женщин показала конькобежка Михаэла Даскэлу: 8 место в забегах на 1500 и 3000 метров.